# Вила Рика (Џорџија)
Вила Рика (енгл. Villa Rica) град је у америчкој савезној држави Џорџија. По попису становништва из 2010. у њему је живело 13.956 становника.

## Демографија
Према попису становништва из 2010. у граду је живело 13.956 становника, што је 9.822 (237,6%) становника више него 2000. године.
| Група             | 2000.         | 2010.         |
| Белци             | 3.230 (78,1%) | 7.641 (54,8%) |
| Афроамериканци    | 740 (17,9%)   | 4.669 (33,5%) |
| Азијати           | 11 (0,3%)     | 242 (1,7%)    |
| Хиспаноамериканци | 90 (2,2%)     | 1.064 (7,6%)  |
| Укупно            | 4.134         | 13.956        |